# Ivona Martin
Ivona Martin, dont le nom de plume est Barba Ivinek, née le 23 septembre 1907 à Saint-Marc (commune ultérieurement fusionnée avec Brest) et décédée le 7 février 2005 à Brest, est une écrivaine et une militante de la langue bretonne.

## Biographie
Dès sa jeunesse, elle s'est intéressée à la langue bretonne. Sous le nom de plume de Barba Ivinek, elle a ainsi fait paraître des nouvelles dans le journal Arvor et la revue Al Liamm.
Parallèlement à sa carrière professionnelle dans la banque, elle a assumé la gestion et le secrétariat de la revue mensuelle Ar Bed Keltiek (le monde celtique), dirigée depuis Dublin par Roparz Hemon.
Elle a été enseignante au cours de breton par correspondance Skol Ober, fondé en 1932 à Douarnenez par Marc'harid Gourlaouen.
Elle est une des créatrices en 1949 de Emglev An Tiegezhioù (Alliance des familles), d'inspiration catholique, et en 1969 du foyer chrétien bretonnant Oaled Sant Erwan.
Amie d’Añjela Duval, c’est elle qui l’a encouragée à écrire en langue bretonne et à publier ses œuvres.
Elle est décorée de l'ordre de l'Hermine.